# سليمان ديارا
سليمان ديارا (بالفرنسية: Souleymane Diarra) هو لاعب كرة قدم مالي، ولد في 30 يناير 1995 في مالي. لعب مع نادي لانس.

## وصلات خارجية
- سليمان ديارا على موقع اتحاد تركيا (لاعب) (الإنجليزية)
- سليمان ديارا على موقع قاعدة بيانات كرة القدم.إي يو (الإنجليزية)
- سليمان ديارا على موقع ناشيونال فوتبول تيمز (الإنجليزية)
- سليمان ديارا على موقع Soccerway.com (الإنجليزية)
- سليمان ديارا على موقع عالم كرة القدم.نت (الإنجليزية)